# Dom Antônio de Rosário
Dom Antônio de Rosário ( c. 1643 - 1695) foi um missionário cristão de Bengala. Ele foi o primeiro escritor da prosa bengali.

## Biografia
Antônio nasceu em cerca de 1643 em uma família jomidar de Bhushana nas áreas de Jessore-Faridpur.  Ele era o príncipe de Bhushsna. Seu nome bengali não pôde ser descoberto.
Antônio foi sequestrado por piratas portugueses em 1663. Ele foi levado para Arakan para vendê-lo como escravo. Ele foi resgatado por um padre português chamado Manoel de Rosário. Mais tarde, ele se converteu ao cristianismo e assumiu o nome de Dom Antonio de Rozario. 
Antonio voltou para Bhushana em 1666 e começou a pregar o Cristianismo.  Ele converteu sua esposa, amigos e parentes e súditos ao Cristianismo. Ele fundou a Igreja e Missão de São Nicolau Tolentino na vila de Koshavanga. Mais tarde, a Igreja e a Missão foram transferidas para a aldeia de Nagori de Bhawal Pargana de Daca.
Antônio escreveu um livro intitulado Brahman Roman Catholic Sambad. O livro de 120 páginas continha um debate religioso entre um brâmane e um católico romano. O manuscrito que se encontra na Biblioteca Pública de Évora, foi traduzido para o português por Manuel da Assumpção e o livro traduzido foi publicado por Francisco da Silva em 1743.
Mais tarde, o manuscrito principal foi coletado por Surendranath Sen e ele editou o livro. O livro editado foi publicado pela Universidade de Calcutá em 1937. Foi o primeiro livro em bengali traduzido por um estrangeiro.
Antônio morreu em 1695.

## Ligações Externas
- ISSU | Versão impressa: Argumento e disputa sobre a ley e entre um cristão e um bramané (1937)